# 拜拉多雷斯

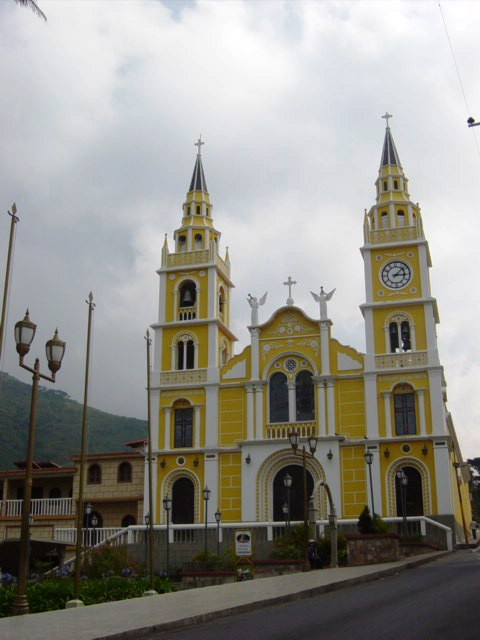

拜拉多雷斯（西班牙語：Bailadores），是委內瑞拉的城鎮，位於該國西部梅里達州，是里瓦斯達維拉市的首府，始建於1601年9月14日，海拔高度1,745米，面積187平方公里，人口16,841，人口密度每平方公里90.05人。
8°36′N 71°9′W / 8.600°N 71.150°W